# Helge Arthur Auleb
Helge Arthur Auleb, nemški general, * 24. marec 1887, Gehren, † 14. april 1964, Düsseldorf.